# Бял шоколад
Белият шоколад е сладкарско изделие, което се прави от какаово масло, захар, сухо мляко, а понякога и ванилия. Белият шоколад не съдържа какао на прах, както други видове шоколад като млечен и черен.

## Състав
Белият шоколад не съдържа какао на прах – шоколадът в суровия му, неподсладен вид. Той съдържа само следи от теобромин и кофеин, които присъстват в какаовата маса, но не и в какаовото масло.

## Регулации
Регулации дефинират какво може да се предлага на пазара като бял шоколад. От 2000 година в ЕС белият шоколад трябва да съдържа не по-малко от 20% какаово масло, не по-малко от 14% сухо мляко, получено чрез частична или пълна дехидратация на пълномаслено мляко, полу- или напълно обезмаслено мляко, сметана, частично или напълно дехидратирана сметана, масло или млечни мазнини, от които не по-малко от 3,5% млечни мазнини.
От 2004 година същите изисквания към съдържанието на продуктите важат и в САЩ: „не по-малко от 20% какаово масло“, „не по-малко от 3,5% млечни мазнини и не по-малко от 14% сухо млечно вещество“ и „не по-малко от 55% въглехидратни подсладители.“ Допустимите млечни съставки в производството на бял шоколад включват сгъстено чрез изпаряване мляко, кондензирано мляко, обезмаслено мляко, мътеница. Белият шоколад не може да съдържа изкуствени оцветители. 